# تايسون كايادو
تايسون كايادو (22 أغسطس 1988 بغوا في الهند - ) هو لاعب كرة قدم هندي في مركز حارس المرمى. لعب مع نادي إيست بنغال ونادي ديمبو.

## وصلات خارجية
- تايسون كايادو على موقع قاعدة بيانات كرة القدم.إي يو (الإنجليزية)
- تايسون كايادو على موقع Soccerway.com (الإنجليزية)
- تايسون كايادو على موقع عالم كرة القدم.نت (الإنجليزية)